# Lakal
Lakal je nenaseljen otoček v Jadranskem morju. Pripada Hrvaški.
V skladu z zakonom o otokih ter glede na demografske razmere in gospodarski razvoj je Lakal uvrščen v kategorijo majhnih, občasno naseljenih in nenaseljenih otokov in otočkov, za katerega se sprejemajo programi trajnostnega razvoja otokov.
V državnem programu za zaščito in uporabo majhnih, občasno naseljenih in nenaseljenih otokov ter okoliškega morja Ministrstva za regionalni razvoj in sklade Evropske unije je Lakal uvrščen med kamnite otoke. Ima površino 5.123 m2 in 264 m dolgo obalo. Otok pripada občini Vrsar.